# Fortunato Messa
Fortunato Messa (Teano, 3 gennaio 1883 – Roma, 11 dicembre 1963) è stato un politico e avvocato italiano.

## Biografia
Avvocato e funzionario in servizio al Ministero dell'interno. Combatté nella prima guerra mondiale e ricevette l'invalidità di guerra, oltre che varie onorificenze come grand'ufficiale della Corona d'Italia, cavaliere dei Santi Maurizio e Lazzaro e grand'ufficiale di San Gregorio Magno.
Fu sindaco di Teano e primo presidente della Provincia di Caserta dopo la ricostituzione dei consigli provinciali nel 1952.
Fondò nel 1952 la Società di storia patria di Caserta e ne fu il primo presidente fino al 1962.